# Phitosia crocifolia
Phitosia crocifolia   (Boiss. & Heldr.) Kamari & Greuter, 2000  è una pianta angiosperma dicotiledone della famiglia delle Asteraceae. Phitosia crocifolia è anche l'unica specie del genere Phitosia  Kamari & Greuter, 2000.

## Etimologia
Il nome scientifico della specie è stato definito dai botanici Pierre Edmond Boissier (1810-1885), Theodor Heinrich Hermann von Heldreich (1822-1902), Georgia Kamari (1943-) e Werner Rodolfo Greuter (1938-) nella pubblicazione " Botanika Chronika. Patras" ( Bot. Chron. (Patras) 13: 14) del 2000. 
Il nome scientifico del genere è stato definito dai botanici Georgia Kamari (1943-) e Werner Rodolfo Greuter (1938-) nella stessa pubblicazione.

## Descrizione
Habitus. La forma biologica è emicriptofita cespitosa (H caesp), sono piante erbacee, bienni o perenni, con gemme svernanti al livello del suolo e protette dalla lettiera o dalla neve e presentano ciuffi fitti di foglie che si dipartono dal suolo. Queste piante formano ampi cespi o dense stuoie da cui emergono gli steli fioriti.
Radici. Le radici sono dei fittoni verticali molto slanciati; possono essere legnose alla base e ramificate all'apice. Larghezza della radice: 0,5 – 3 mm.
Fusto. Il fusto alla base è largo 0,3 – 2 cm e si trova avvolto nelle vecchie foglie del ciclo biologico precedente. La parte aerea del fusto è rigidamente eretta, slanciata, glabra, affusolata e striata. Una pianta può avere fino a 4 gambi. Queste piante possono arrivare fino a 40 cm di altezza.
Foglie. Le foglie si dividono in basali e cauline e lungo il caule sono disposte in modo alterno. Quelle basali sono disposte in rosette con lamina indivisa (con forme lineari o lineari-lanceolate) e picciolo alato. Le foglie cauline hanno una forma lineare (quelle più basse sono strettamente oblanceolate acute) e sono progressivamente più ridotte. Le foglie sono violacea o grigiastro-glauche. Dimensione delle foglie: larghezza 2 – 5 mm; lunghezza 7 – 15 cm.
Infiorescenza. Le infiorescenze sono composte da 1 - 2 capolini peduncolati all'ascella delle foglie superiori. I capolini sono formati da un involucro a forma da obconica-campanulata a strettamente campanulata composto da brattee (o squame) all'interno delle quali un ricettacolo fa da base ai fiori tutti ligulati. Le brattee divise in due serie si distinguono in superiori e inferiori: quelle inferiori esterne (fino a 10) hanno una forma lanceolata acuta e sono lunghe 1/2 di quelle più interne; quelle superiori (8 - 10) sono più interne; la superficie può essere glabra con carena centrale. Il ricettacolo, non areolato, è privo di pagliette a protezione della base dei fiori. Lunghezza del peduncolo: 3 – 15 cm. Dimensione dell'involucro: larghezza 6 – 8 mm; lunghezza 8 – 11 mm.
Fiori. I fiori (da 9 a 15 per capolino) sono tutti del tipo ligulato (il tipo tubuloso, i fiori del disco, presente nella maggioranza delle Asteraceae, qui è assente), sono tetra-ciclici (ossia sono presenti 4 verticilli: calice – corolla – androceo – gineceo) e pentameri (ogni verticillo ha 5 elementi). I fiori sono ermafroditi e zigomorfi.
- Formula fiorale:

*/x K {\displaystyle \infty }, [C (5), A (5)], G 2 (infero), achenio
- Calice: i sepali del calice sono ridotti ad una coroncina di squame.
- Corolla: le corolle sono formate da un tubo e quindi da una ligula terminante con 5 denti;  il colore è giallo; lunghezza della ligula: 15 mm; larghezza 2,5 mm; lunghezza dei denti 0,6 mm; lunghezza del tubo 4 mm.
- Androceo: gli stami sono 5 con filamenti liberi, mentre le antere sono saldate in un manicotto (o tubo) circondante lo stilo.[14] Le antere sono gialle e con appendici lanceolate. Il polline è tricolporato.[15] Dimensione delle antere: 1,7 x 5 mm; appendici lunghe 0,6 mm.
- Gineceo: lo stilo è filiforme con peli sul lato inferiore degli stigmi; gli stigmi dello stilo sono due divergenti e colorati di giallo. L'ovario è infero uniloculare formato da 2 carpelli.
- Antesi: da luglio ad agosto.

Frutti. I frutti sono degli acheni con pappo. L'achenio, colorato di bruno-giallastro, ha una forma incurvata attenuata verso l'alto in un becco. La superficie è striata (circa 20 nervature). Il pappo, giallastro, è formato da diverse setole disposte su due serie. Dimensione degli acheni: larghezza 0,6 - 0,7 mm; lunghezza 5 – 7 mm. Lunghezza del pappo: 5 mm.

## Biologia
- Impollinazione: l'impollinazione avviene tramite insetti (impollinazione entomogama tramite farfalle diurne e notturne).
- Riproduzione: la fecondazione avviene fondamentalmente tramite l'impollinazione dei fiori (vedi sopra).
- Dispersione: i semi (gli acheni) cadendo a terra sono successivamente dispersi soprattutto da insetti tipo formiche (disseminazione mirmecoria). In questo tipo di piante avviene anche un altro tipo di dispersione: zoocoria. Infatti gli uncini delle brattee dell'involucro si agganciano ai peli degli animali di passaggio disperdendo così anche su lunghe distanze i semi della pianta.

## Distribuzione
La distribuzione di questa specie è relativa alla sola Grecia (è un endemismo).

## Tassonomia
La famiglia di appartenenza di questa voce (Asteraceae o Compositae, nomen conservandum) probabilmente originaria del Sud America, è la più numerosa del mondo vegetale, comprende oltre 23.000 specie distribuite su 1.535 generi, oppure 22.750 specie e 1.530 generi secondo altre fonti (una delle checklist più aggiornata elenca fino a 1.679 generi). La famiglia attualmente (2021) è divisa in 16 sottofamiglie.

### Filogenesi
Il genere di questa voce appartiene alla sottotribù Chondrillinae della tribù Cichorieae (unica tribù della sottofamiglia Cichorioideae). In base ai dati filogenetici la sottofamiglia Cichorioideae è il terz'ultimo gruppo che si è separato dal nucleo delle Asteraceae (gli ultimi due sono Corymbioideae e Asteroideae). La sottotribù Chondrillinae fa parte del "quarto" clade della tribù; in questo clade è in posizione "centrale" vicina alle sottotribù Crepidinae (insieme formano un "gruppo fratello").
La sottotribù è formata da tre generi: Chondrilla, Willemetia e Phitosia dalle cui analisi molecolari risulta essere un clade ben supportato. All'interno della sottotribù il genere Chondrilla con il genere Willemetia formano un "gruppo fratello", mentre il genere Phitosia è in una posizione più "basale". In precedenti studi i tre generi inclusi sono stati generalmente trattati come membri della sottotribù Crepidinae. In particolare questa specie era descritta come Crepis crocifolia. Le analisi filogenetiche-molecolari hanno confermato ampiamente l'inclusione di questa specie nella sottotribù Chondrillinae.
I caratteri distintivi per la specie di questa voce sono:
- la forma di crescita come arbusto a rosetta-cuscino;
- il numero cromosomico 2n = 18;
- la particolare morfologia dell'achenio;
- la micromorfologia del pappo.

Il numero cromosomico della specie di questa voce è 2n = 18 (specie diploide).

### Sinonimi
Sono elencati alcuni sinonimi per questa entità:
- Crepis crocifolia Boiss. & Heldr.
- Soyeria crocifolia  Sch.Bip.